# Triticum ×zhukovskyi
Triticum ×zhukovskyi, hibridna vrsta pšenice, formule T. monococcum × T. timopheevii. Uzgaja se na jugu Kavkaza